# Zabrachypus nitidus
Zabrachypus nitidus är en stekelart som beskrevs av Hao och Mao-Ling Sheng 2002. Zabrachypus nitidus ingår i släktet Zabrachypus och familjen brokparasitsteklar. Inga underarter finns listade i Catalogue of Life.